# Механічний завод
Механічний завод - машинобудівне підприємство з виробництва баштових кранів, знаходиться в м. Санкт-Петербург . Входить до групи компаній «Конрад»  .
Спеціалізується на випуску:
- Баштових кранів марок КБ-503 Б, КБ-503 Б.21, КБСМ-503Б, КБ-581;
- Різних радіаторів серії «РСВ» і конвекторів серії «КСК».
- Різних металоконструкцій .

## Історія

### Радянська епоха
У 1959 році в системі підприємств Ленінградського міськвиконкому з'являється новий механічний завод , який отримав назву «Механічний завод УКР Виконкому Ленсовета ». У наступному році на заводі був освоєний випуск першої моделі крана , а також панельних радіаторів для систем водяного опалення.
В кінці 1960-х років завод почав випуск баштового крана вантажопідйомністю 10 тонн - КБ-502 (КБК-250), розробленого за завданням «Главленінградстроя». У 1970-ті роки, на базі моделі КБК-250 (КБ-502) був розроблений новий баштовий кран, який отримав індекс КБ-503, а потім з'явилася і його перша модифікація КБ-503А. З 1973 року завод став серійно випускати другу модифікацію 503-го крана, КБ-503Б. Вантажопідйомність останнього зросла до 12,5 т.

### Подальша історія
Після розпаду СРСР, в 1992 році завод був приватизований і змінив назву на «Механічний завод». У період з 2001 року по 2002 рік на заводі була проведена модифікація моделі КБ-503Б, в результаті якої з'явився кран КБ-503Б.21 вантажопідйомністю 10 тонн при висоті підйому 60 метрів. Через три роки розпочато серійне виробництво висотного крану з поворотною частиною зверху  КБ-581   . Новий кран з висотою підйому до 170 метрів був створений спільно з КБ баштового кранобудування ФГУП СКТБ БК, а перший зразок був зібраний і пройшов випробування (заводські і приймальні) всього за шість місяців  .

### Показники діяльності
За всю історію, підприємством випускалися крани восьми типів і чотирнадцяти модифікацій. Загальна кількість випущених підйомних кранів - близько двох тисяч одиниць.

### Нагороди
- У 2003 році успішно проведена сертифікація заводу по ISO-9001: 2000 [6] .